# Primera División (Chile) 2016/17 Apertura
Die Apertura der Primera División 2016, auch unter dem Namen Campeonato Nacional Apertura Scotiabank 2016 bekannt, war die 99. Spielzeit der Primera División, der höchsten Spielklasse im Fußball in Chile. Die Saison begann am 29. Juli und endete am 10. Dezember.
Die Saison wurde wie bereits in den Vorjahren in zwei eigenständige Halbjahresmeisterschaften, der Apertura und Clausura, unterteilt. Durch die Transición 2013 wurde der Rhythmus vom Kalenderjahr auf den europäischen Modus angepasst. Zur Saison 2015/16 wurde die Anzahl der Mannschaften von 18 auf 16 reduziert.
Die Meisterschaft gewann das Team von CD Universidad Católica. Für den Universitätsklub war es der 12. Meisterschaftstitel der Vereinsgeschichte, der sich damit gleichzeitig für die Copa Libertadores 2017 qualifizierte. Zudem qualifizierte sich Deportes Iquique für die Gruppenphase der Copa Libertadores. Als Sieger der Copa Chile tritt zudem der CSD Colo-Colo ab der zweiten Runde für den international bedeutsamsten Wettbewerb Südamerikas an. Das Playoff-Spiel um den letzten Startplatz gewann Unión Española nach Elfmeterschießen gegen CD O’Higgins, das damit in der Copa Sudamericana 2017 antritt.
Die weiteren Startplätze in der Copa Sudamericana erhalten die bestplatzierte der Ligaphase CD Palestino und Universidad de Chile sowie der Pokalfinalist Everton. Die Absteiger werden anhand der Gesamttabelle am Ende der Clausura ermittelt.

## Modus
Die 16 Teams spielen einmalig jeder gegen jeden. Meister ist das Team mit den meisten Punkten. Bei Punktgleichstand gibt es ein Entscheidungsspiel.
Für die Copa Libertadores qualifizieren sich der Meister, der Tabellenzweite, der Pokalsieger sowie der Gewinner das Playoff-Spiels zwischen dem Ligadritten der Apertura 2016/17 und Tabellendritten der Clausura 2015/16.
Für die Copa Sudamericana qualifiziert sich der Verlierer des Playoff-Spiels, die beiden bestplatzierten Teams der Ligatabelle, die noch nicht international spielen, sowie der Pokalfinalist. Die Absteiger werden anhand der Gesamttabelle am Ende der Clausura ermittelt.

## Teilnehmer
Die Absteiger der Vorsaison CD San Marcos de Arica und Unión La Calera wurden durch die Aufsteiger aus der Primera B Deportes Temuco und Everton ersetzt. Folgende Vereine nahmen daher an der Meisterschaft 2016/17 teil:
| Mannschaft                | Stadt             | Stadion                                      | Kapazität |
| ------------------------- | ----------------- | -------------------------------------------- | --------- |
| Deportes Antofagasta      | Antofagasta       | Estadio Regional de Antofagasta              | 26.339    |
| Audax Italiano            | Santiago de Chile | Estadio Bicentenario Municipal de La Florida | 12.000    |
| CD Cobresal               | El Salvador       | Estadio El Cobre                             | 20.752    |
| CSD Colo-Colo             | Santiago de Chile | Estadio Monumental                           | 45.000    |
| Everton                   | Viña del Mar      | Estadio Sausalito                            | 18.000    |
| CD Huachipato             | Talcahuano        | Estadio CAP                                  | 10.500    |
| CD O’Higgins              | Rancagua          | Estadio El Teniente                          | 15.450    |
| CD Palestino              | Santiago de Chile | Estadio Municipal de La Cisterna             | 08.000    |
| Deportes Iquique          | Iquique           | Estadio Tierra de Campeones                  | 12.000    |
| San Luis de Quillota      | Quillota          | Estadio Municipal Lucio Fariña Fernández     | 07.500    |
| Santiago Wanderers        | Valparaíso        | Estadio Elías Figueroa Brander               | 18.500    |
| Deportes Temuco           | Temuco            | Estadio Germán Becker                        | 18.500    |
| Universidad Católica      | Santiago de Chile | Estadio San Carlos de Apoquindo              | 13.000    |
| Universidad de Chile      | Santiago de Chile | Estadio Nacional de Chile                    | 49.000    |
| Universidad de Concepción | Concepción        | Estadio Municipal de Concepción              | 29.000    |
| Unión Española            | Santiago de Chile | Estadio Santa Laura                          | 19.000    |

## Ligaphase
| Pl.                                | Verein                    | Sp. | S | U  | N | Tore    | Diff. | Punkte |
| ---------------------------------- | ------------------------- | --- | - | -- | - | ------- | ----- | ------ |
| 1.                                 | Universidad Católica      | 15  | 9 | 4  | 2 | 037:180 | +19   | 31     |
| 2.                                 | Deportes Iquique          | 15  | 8 | 4  | 3 | 028:220 | +6    | 28     |
| 3.                                 | Unión Española            | 15  | 8 | 3  | 4 | 027:200 | +7    | 27     |
| 4.                                 | CD O’Higgins              | 15  | 7 | 5  | 3 | 023:150 | +8    | 26     |
| 5.                                 | CSD Colo-Colo (M)         | 15  | 6 | 5  | 4 | 026:200 | +6    | 23     |
| 6.                                 | CD Palestino              | 15  | 6 | 3  | 6 | 025:190 | +6    | 21     |
| 7.                                 | Universidad de Chile      | 15  | 5 | 6  | 4 | 023:220 | +1    | 21     |
| 8.                                 | CD San Luis de Quillota   | 15  | 6 | 3  | 6 | 021:220 | −1    | 21     |
| 9.                                 | Deportes Antofagasta      | 15  | 5 | 4  | 6 | 017:220 | −5    | 19     |
| 10.                                | CD Huachipato             | 15  | 4 | 6  | 5 | 024:240 | ±0    | 18     |
| 11.                                | Santiago Wanderers        | 15  | 5 | 3  | 7 | 013:200 | −7    | 18     |
| 12.                                | Deportes Temuco (N)       | 15  | 5 | 1  | 9 | 015:210 | −6    | 16     |
| 13.                                | CD Cobresal               | 15  | 4 | 4  | 7 | 014:210 | −7    | 16     |
| 14.                                | Everton (N)               | 15  | 3 | 6  | 6 | 022:280 | −6    | 15     |
| 15.                                | Audax Italiano            | 25  | 4 | 13 | 8 | 017:280 | −11   | 25     |
| 16.                                | Universidad de Concepción | 15  | 4 | 2  | 9 | 015:250 | −10   | 14     |
| Quelle: rsssf.org, Stand: Endstand |                           |     |   |    |   |         |       |        |

| (M) | Vorjahresmeister |
| (N) | Aufsteiger       |

## Beste Torschützen
| Rang | Spieler              | Klub                    | Tore |
| ---- | -------------------- | ----------------------- | ---- |
| 1    | Nicolás Castillo     | Universidad Católica    | 13   |
| 2    | Leandro Benegas      | CD Palestino            | 10   |
|      | Diego Churín         | Unión Española          | 10   |
|      | Esteban Paredes      | CSD Colo-Colo           | 10   |
| 5    | Diego Buonanotte     | Universidad Católica    | 8    |
|      | Cristian Insaurralde | CD O’Higgins            | 8    |
|      | Carlos Salom         | Unión Española          | 8    |
| 8    | Gastón Fernández     | CF Universidad de Chile | 7    |
| 9    | Carlos González      | CD Huachipato           | 6    |
|      | Ángelo Sagal         | CD Huachipato           | 6    |

## Pre-Copa Libertadores Playoff-Spiel
Für das Playoff-Spiel qualifizierten sich der Dritte der Apertura 2016/17 Unión Española sowie der Dritte der Clausura 2015/16.
Das Spiel fand am 17. Dezember statt.
|                | Ergebnis        |              |
| -------------- | --------------- | ------------ |
| Unión Española | 1:1 (4:2 i. E.) | CD O’Higgins |

Mit dem Erfolg qualifiziert sich Unión Española für die Copa Libertadores 2017, CD O’Higgins für die Copa Sudamericana 2017.